# Gozo
Gozo (malteško Għawdex, nekdanji Gaulos) je otok malteškega arhipelaga v Sredozemskem morju. Otok je del Malte. Za otokom Malta je to največji otok v arhipelagu. V primerjavi z jugovzhodno sosedo je Gozo bolj podeželski in znan po svojih slikovitih gričih, ki jih ima tudi v grbu. 
Otok Gozo je že dolgo povezan z Ogigijo, otoškim domom nimfe Kalipso v Homerjevi Odiseji. V tej zgodbi je Kalipso, ki je imela velike nadnaravne moči in je bila zaljubljena v Odiseja, Odiseja več let zadrževala v ujetništvu, dokler ga končno ni izpustila, da bi nadaljeval pot domov. 
Od marca 2015 ima otok približno 37.342 prebivalcev (od skupno 445.000 na  Malti). Na otoku je veliko zgodovinskih krajev, kot so templji v Ġgantiji, ki so skupaj z drugimi megalitskimi svetišči na Malti med najstarejšimi stoječimi strukturami na svetu. 
Otok ima podeželske značilnosti in je v primerjavi z glavnim otokom Malta manj razvit. Poznan je bil po t. i. Azurnem oknu, naravnem apnenčastem loku, ki je bila izjemna geološka značilnost vse do njegovega propada leta 2017. Na otoku so še druge pomembne naravne značilnosti, tudi celinsko morje (Inland Seaali Qawra) in okno Wied il-Mielaħ. Veliko je plaž, pa tudi obmorskih krajev, ki so priljubljeni med domačini in turisti, najbolj priljubljena sta Marsalforn in Xlendi. Gozo je eden najbolj znanih potapljaških krajev v Sredozemlju in središče vodnih športov.

## Zgodovina
Gozo je naseljen že od 5000 pr. n. št., ko so kmetje s sosednje Sicilije prečkali morje in prišli na otok. [9] Zaradi odkritja podobne keramike, najdene v obeh krajih iz obdobja għar dalam, so domnevali, da so bili prvi kolonisti z območja Agrigenta, vendar pa danes ni znano, s katerega dela Sicilije so prišli. Verjetno so najprej živeli v jamah na obrobju današnje vasi San Lawrenz.
Gozo je bil pomemben kraj za kulturni razvoj. V neolitiku so bili v Ġgantiji zgrajeni templji, ki so med najstarejšimi na svetu in tudi najstarejše verske strukture na svetu. Ime templja je malteško in pomeni "pripadanje velikanom", ker so po legendi templje zgradili velikani. Drugo pomembno arheološko najdišče na otoku Gozo, ki sega v neolitsko obdobje, je kamniti krog Xagħra. Tradicija in nekateri starodavni grški zgodovinarji (zlasti Evhemer in Kalimah) trdijo, da je Gozo otok Ogigija, dom nimfe Kalipso, v Homerjevi Odiseji.
Julija 1551 so Osmani, ki sta jih vodila paša Sinan in Dragut, vdrli in uničili Gozo ter zasužnjili večino njegovih prebivalcev, okoli 5000, in jih odpeljali v Libijo. Otok Gozo je bil med letoma 1565 in 1580 ponovno naseljen z ljudmi z otoka Malte, za kar so poskrbeli malteški vitezi. 
Zgodovina otoka Gozo je močno povezana z zgodovino Malte, saj mu je vladala Malta, kratko obdobje po uporu proti francoskim silam ob Napoleonovem osvajanju Malte med 28. oktobrom 1798 in 20. avgusta 1801 je bil samostojen.
Civilni svet Goza je bil ustanovljen kot zakonska lokalna vlada 14. aprila 1961, prvi poskus  civilne lokalne uprave po francoski zasedbi 1798–1800. Zakon je svetu dovolil zvišanje davkov, čeprav te moči ni nikoli izkoristil. Leta 1971 je bila izvoljena laburistična stranka. Ker je bila podpora v Gozu šibka in je bila uprava bolj centralizirana, so predlagali referendum o ukinitvi sveta s poudarkom na nepriljubljeni možnosti, da bi povečali davke. Na referendumu državnega sveta Goza leta 1973 je velika večina volivcev (76,97 %) glasovala za ukinitev civilnega sveta. 
Sredi osemdesetih let so poskušali ustanoviti odbor Goza, ki bi mu predsedoval predsednik vlade, člani pa bi bili predstavniki parlamenta. Toda šele leta 1987 je bilo ustanovljeno ministrstvo (spremenjeno v parlamentarni sekretariat med letoma 1996 in 1998). Lokalna vlada v mestih je bila obnovljena z uvedbo lokalnih svetov leta 1993 – na Gozu je bilo 14 svetov. 

## Religija
Na otoku imajo svojo latinsko škofijo, rimskokatoliško škofijo Gozo, ki je sufragan nadškofije Malte. Na otoku je veliko katoliških cerkva: rotunda v vasi Xewkija s 3000 osebami, kar je skoraj celotno prebivalstvo te vasi. Njena kupola je večja od stolnice svetega Pavla v Londonu. Cerkveni zvonovi vsak dan zvonijo po kanonskih urah: jutranjice, hvalnice, prva, tretja, šesta, deveta, in večernice.
Najbolj znana cerkev na otoku je Ta' Pinu blizu vasi Għarb na zahodu otoka Gozo. 

## Geografija
Gozo je znan po krajevnih zanimivostih, kot so votlina Kalipso in templji v Ġgantiji iz neolitika, ki so med najstarejšimi ohranjenimi objekti. 
Gozo pokriva 67 kvadratnih kilometrov, približno toliko kot otok Manhattan v New Yorku. Leži približno 6 km severozahodno od najbližje točke Malte, je ovalne oblike in je dolg 14 km ter širok 7,25 km. 
Znani plaži na otoku sta San Blas in v zalivu Ramla.
Na otoku Gozo so naselja:
Fontana, Għajnsielem (tudi Mġarr in Comino), Għarb, Għasri, Kerċem, Munxar (tudi Xlendi), Nadur, Qala, San Lawrenz, Sannat, Victoria – glavno mesto, Xagħra, Xewkija, Żebbuġ (tudi Marsalforn).

## Demografija
Leta 2005 je imel otok 31.053 prebivalcev, 6414 jih je živelo v glavnem mestu Victoria. Od marca 2014 se je število prebivalcev povečalo na 37.342. 

## Kultura in tradicija
Gozo je znan po karnevalu. Poleti praznujejo z ognjemetom in glasbo. Konec tedna imajo v vaseh različne zabave (festas), ki jih obišče tudi veliko ljudi z Malte, da bi doživeli karneval na otoku Gozo. V preteklosti so bile zabave namenjene srečevanju mladih in velikokrat so se končale s poroko. V vasi Nadur se številni domačini oblečejo v barvite in hudobne kostume, da jih ne bi nihče prepoznal.
Nekatere malteške jedi ali njihove različice so povezane z otokom Gozo: majhni sirčki (ġbejna t'Għawdex) in ftira għawdzija, ploščat kruh, obložen ali polnjen s krompirjem, ali ġbejniet (majhen okrogel sir, izdelan iz ovčjega mleka, soli in sirila) z jajci, naribanim sirom, paradižnikom, sardoni, olivami, rikoto, malteško klobaso in drugimi sestavinami. 
Gozo ima dve operni hiši. Astra in Aurora sta v lasti nasprotujočih si glasbenih klubov, katerih nastanek sega v leto 1863. Več kot stoletje so se medsebojno spodbujali pri glasbenih nastopih in praznovanjih. Ko so nekoč pri Aurori slišali govorice, da Astra načrtuje konja na odru med predstavo Aide, je tekmovalna hiša, ki je predstavila svojo Aido, dala dva konja na oder. 

## Znamenitosti
Znamenitosti na otoku Gozo so:
- bazilika Ta' Pinu (Santwarju tal-Madonna ta' Pinu)
- bazilika svetega Jurija
- rotunda v Xewkiji
- celinsko morje (Inland Sea ali Qawra)
- skala Fungus
- zaliv Ramla
- izviri v vasi Fontana
- Nogometna zveza Gozo

### Votlina Kalipso
Nad obalo zaliva Ramla je votlina Kalipso. Del votline je propadel in je zaprta za obiskovalce, ogledati si jo je mogoče le od zunaj.
Predpostavljajo, da je votlina zapleten labirint, ki se v posameznih točkah razteza do nivoja morja, vendar pa kamniti bloki blokirajo prehod nekaj metrov navznoter. Notranjost in zunanjost nista preveč veličastni, je pa čudovit pogled na zaliv Ramla in dolino pod njo.
Na obali pod votlino Kalipso so ostanki stolpa Marsalforn, utrdbe, ki so jo v začetku 18. stoletja zgradili malteški vitezi, da bi se zaščitili pred napadi z morja.
- Vhod v votlino Kalipso
- Razgled izpred vhoda na zaliv Ramla
- Izjava ministrstva glede votline Kalipso